# Дувен, Ян Франс ван
Ян Франс ван Дувен (нид. Jan Frans van Douven. род. 1656 г. Рурмонд — ум. 1727 г. Дюссельдорф) — голландский художник-портретист лейденской школы.

## Жизнь и творчество
Его отец был священник-каноник в Рурмонде. Некоторое время он провёл в Риме, где научился ценить искусство. Научил одиннадцатилетнего Яна латыни и некоторым методам искусства. После ранней смерти отца (его отец умер ещё молодым, в возрасте 33 лет) мать отправляет Яна на 2 года в Льеж, где он учится рисованию у художника Габриеля Ламертина, а позднее — у его двоюродного брата Кристофера Путлинка,который вернулся из своего римского путешествия (оба эти его учителя изучали живопись в Риме). Его работы были замечены Доном Яном Деллано Веласко, министром финансов в Рурмонде для Карла II Испании. Он три года работал на него, копируя работы римских живописцев.
В 1682 году Ян Франс ван Дувен приезжает в Дюссельдорф, где становится придворным художником пфальцского курфюрста Иоганна-Вильгельма. Здесь он создаёт серию портретов, в том числе самого курфюрста и его второй жены, Анны Марии Луизы де Медичи (Сцены из жизни двора в Дюссельдорфе). Ван Дувен сыграл также важную роль в создании картинной галереи в Дюссельдорфском дворце.
Я. Ф.ван Дувен сопровождал также своего государя, Иоганна-Вильгельма, в его поездке в Вену, и там написал портреты императора и его супруги, а также портреты других князей и аристократов или знаменитостей, таких как известный музыкант Арканджело Корелли.

## Галерея

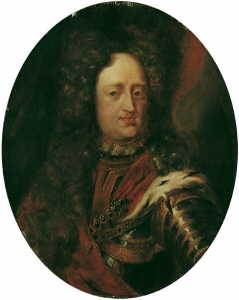
Портрет Иоганна-Вильгельма, курфюрста Пфальцского
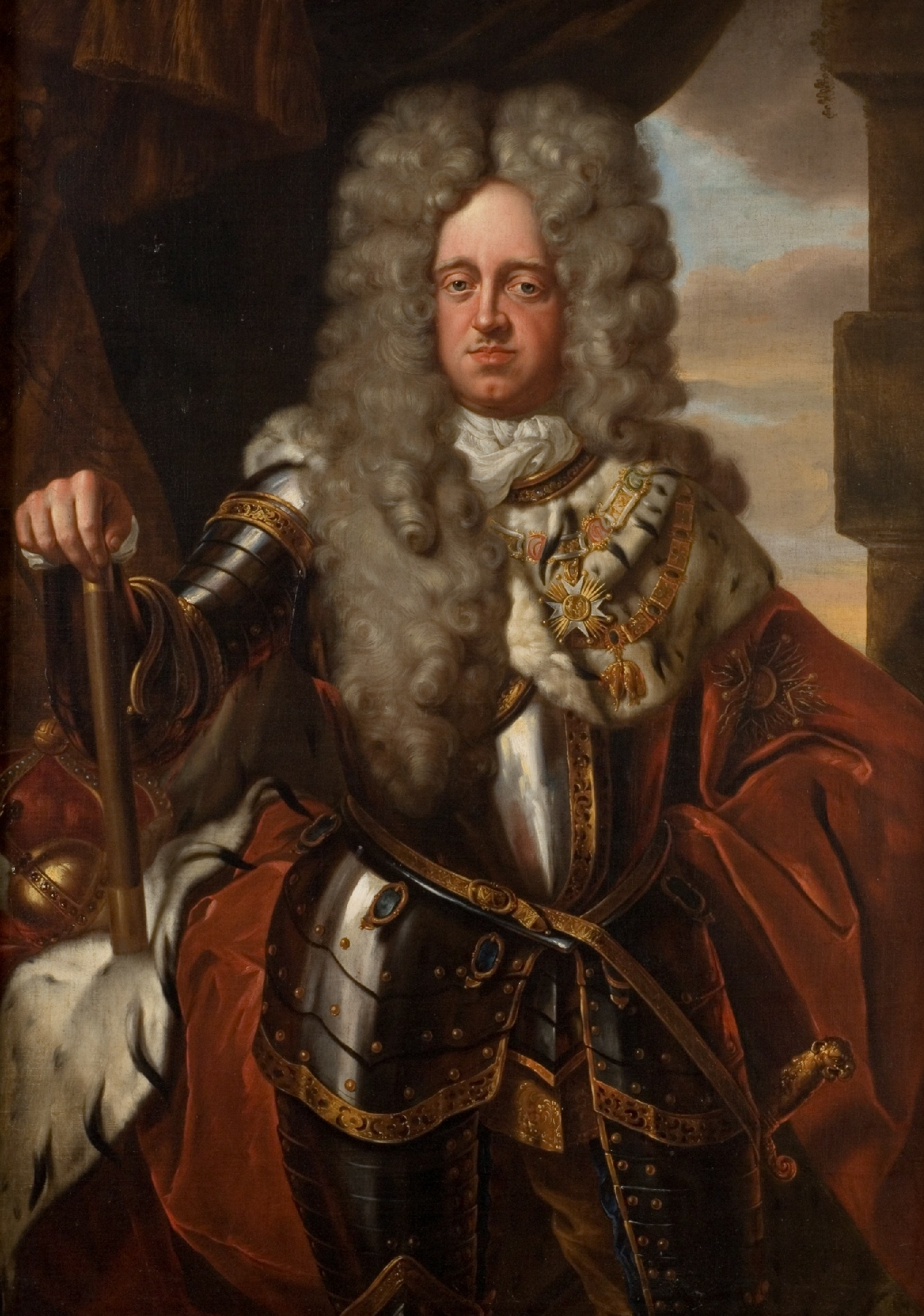
Портрет Яна Веллема (курфюрста)
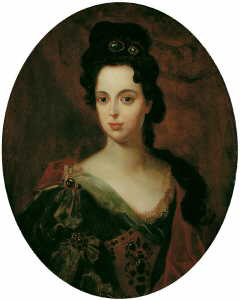
Портрет Анны Марии Луизы де Медичи
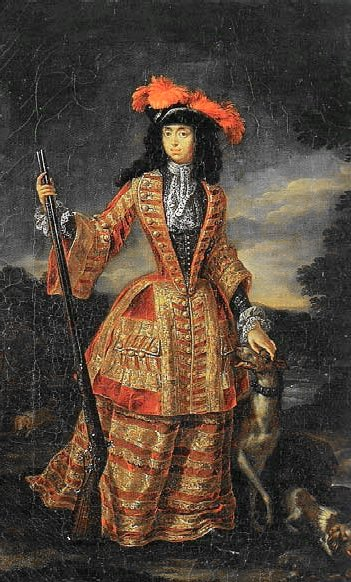
Портрет Анны Марии Луизы де Медичи в охотничьем костюме
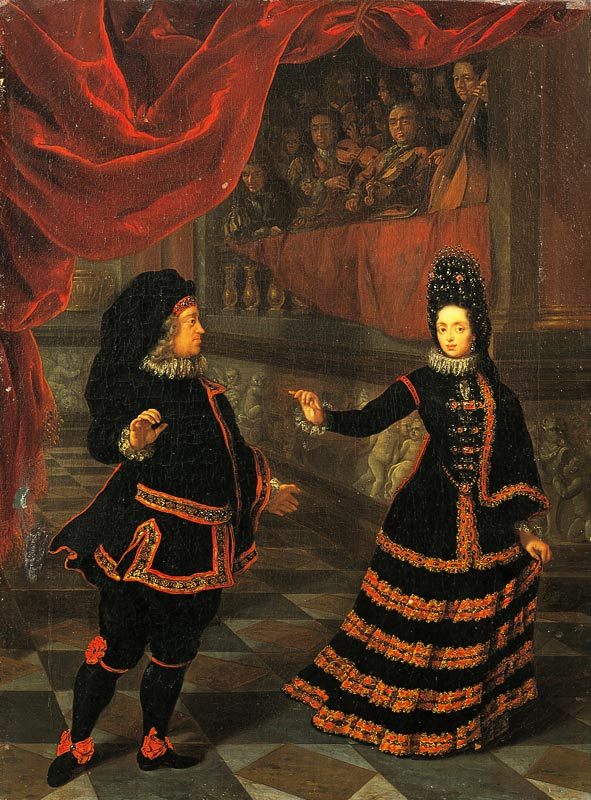
Курфюрст и его супруга в испанских костюмах
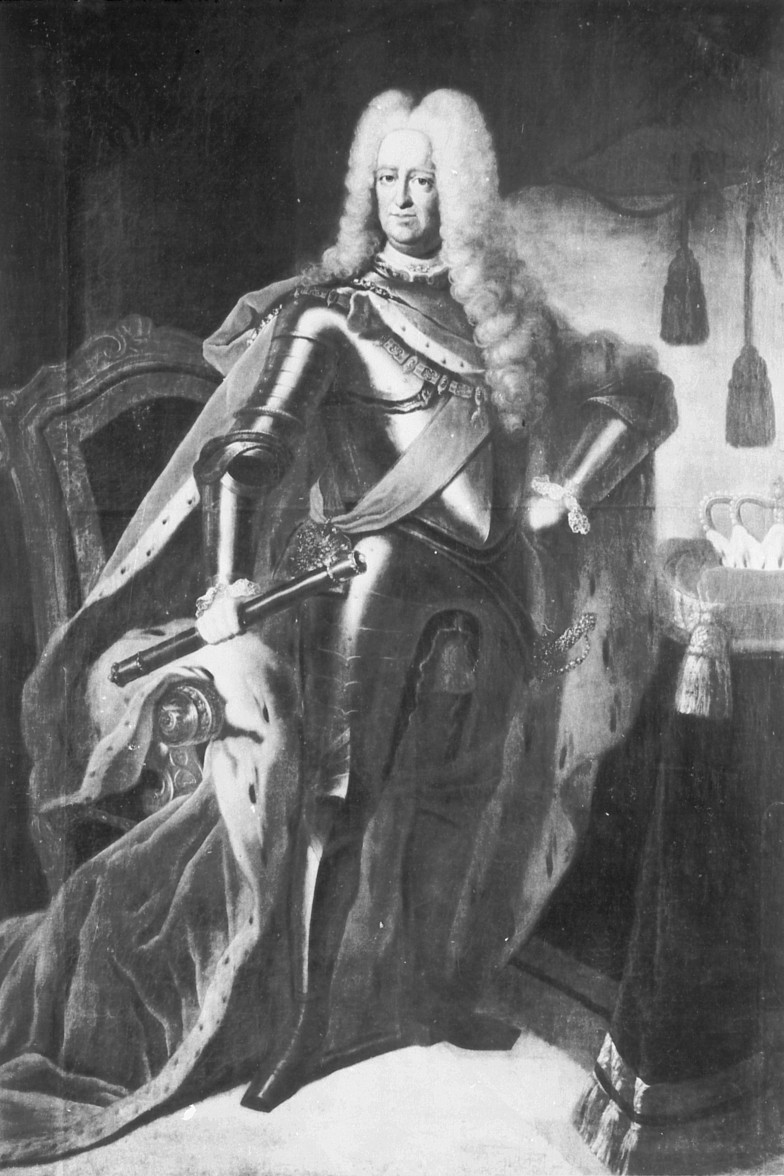
Портрет Карла-Филиппа III Пфальцского
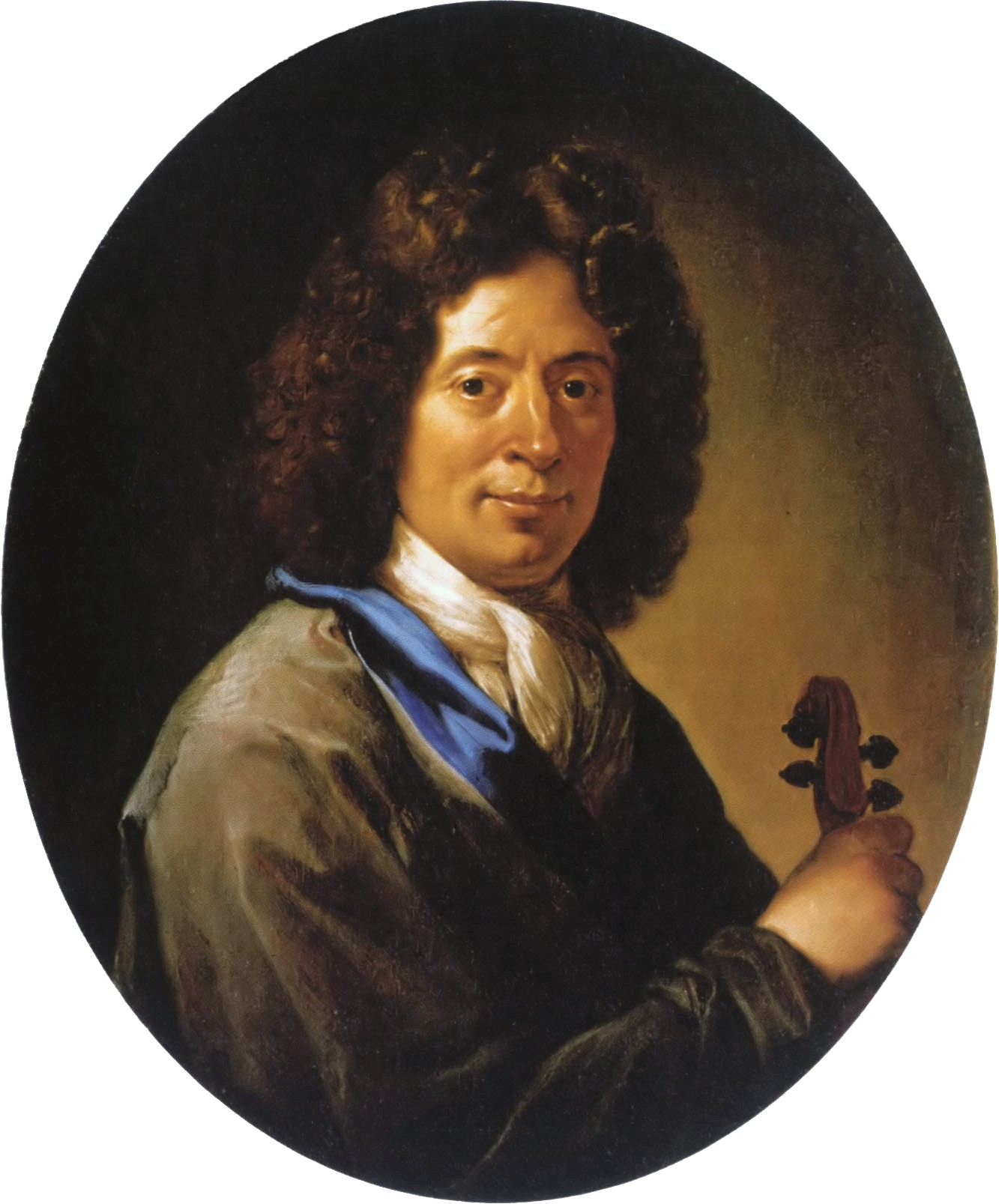
Портрет композитора Арканджело Корелли
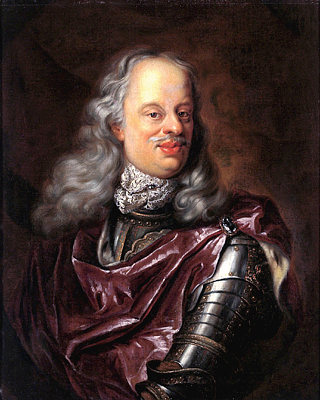
Портрет Козимо III Медичи, герцога Тосканского